# Einzahlungsschein (Schweiz)
Einzahlungsscheine waren in der Schweiz von 1906 bis 2020 Formulare, mit denen Geldbeträge in Schweizer Franken auf ein Konto eingezahlt oder vom eigenen Konto überwiesen wurden. Der Einzahlungsschein ermöglichte eine einfache Fakturierung und schnelle Verbuchung von Zahlungsvorgängen. Im Jahr 2020 wurde der Einzahlungsschein durch die «QR-Rechnung» ersetzt.  

## Verwendung
Im Gegensatz zum deutschen Zahlschein und dem österreichischen Erlagschein wurde per 2010 in der Schweiz zur Begleichung von Forderungen noch fast ausschliesslich der Einzahlungsschein benutzt, da die meisten Schweizer das in Deutschland eher übliche Lastschriftverfahren ablehnten.
Die Zahlungsnachweise konnten bei der Einzahlung am Postschalter auch in einem Empfangsscheinbuch («gelbes Büchlein») eingetragen werden.

## Geschichte

### Grüner Einzahlungsschein

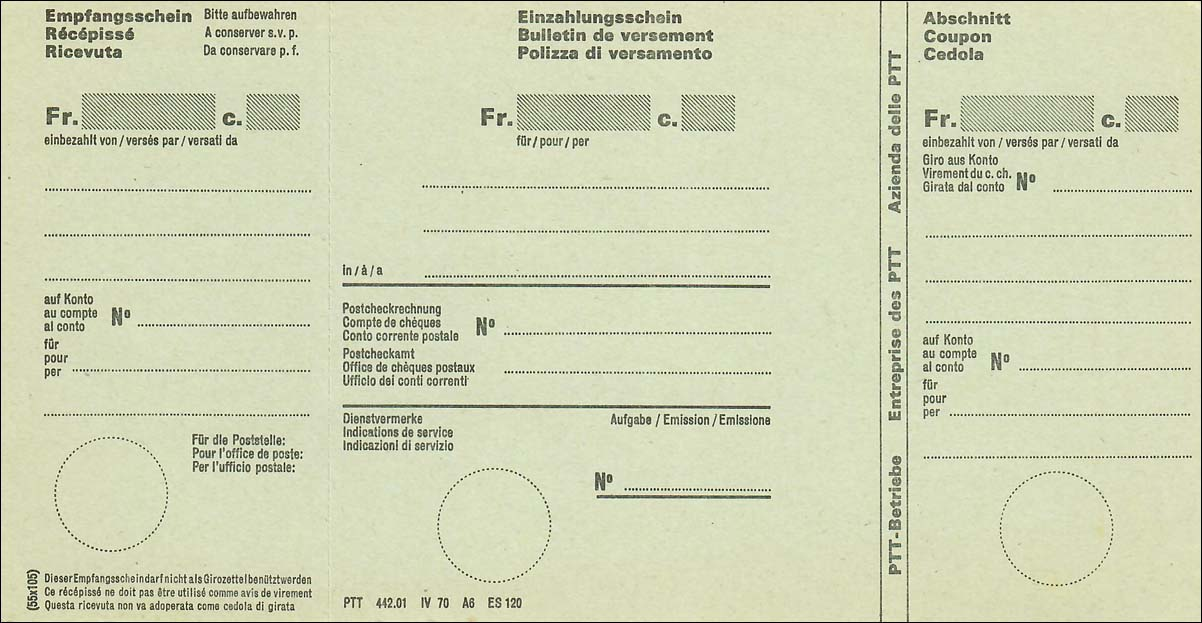
Grüner Einzahlungsschein, 1906 bis 1986

Von 1906 bis 1986 wurden grüne Einzahlungsscheine verwendet. 1986 gaben Post und Banken einen gemeinsamen neuen grünen Einzahlungsschein heraus.

### Blauer Einzahlungsschein mit Referenznummer

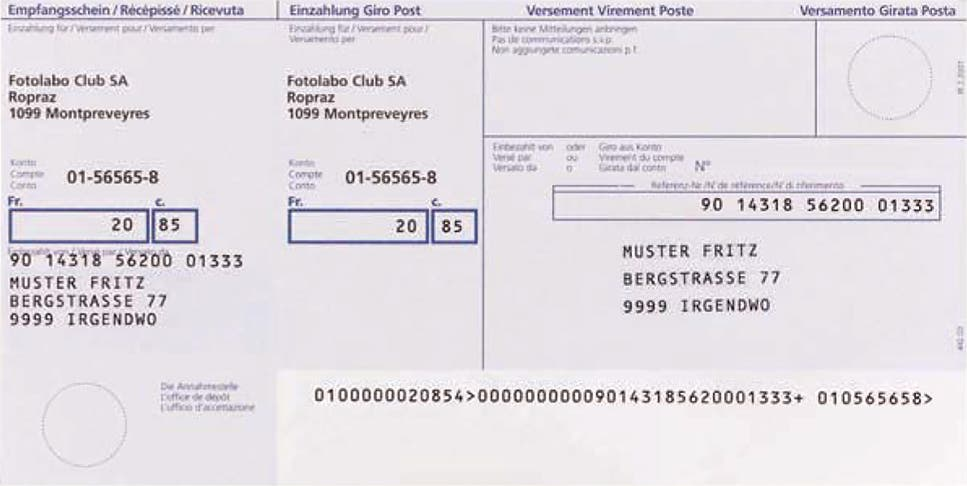
Blauer Einzahlungsschein, ab 1971

Die Post-, Telefon- und Telegrafenbetriebe (PTT) führten 1971 das «Verfahren Einzahlungsschein mit Referenznummer» (VESR) mit einem blauen Einzahlungsschein ein. Diese «Pionierleistung» ermöglichte erstmals eine vollautomatisierte Verarbeitung der Zahlungen. Seit 1996 heisst die Dienstleistung ESR. 
Solche Scheine wurde vom Rechnungssteller (Gläubiger) ausgestellt und dem Zahlungspflichtigen (Schuldner) übermittelt, um offene Rechnungen zu fakturieren. Der Schein enthält eine vom Rechnungssteller definierte Referenznummer, die dem Zahlungsempfänger eine einfachere oder automatisierte Zuordnung des Zahlvorgangs zu seiner Rechnungsbuchhaltung ermöglichte. Um Tippfehler zu erkennen, enthält die Referenznummer eine Prüfsumme.

### Oranger Einzahlungsschein mit Referenznummer (ESR)

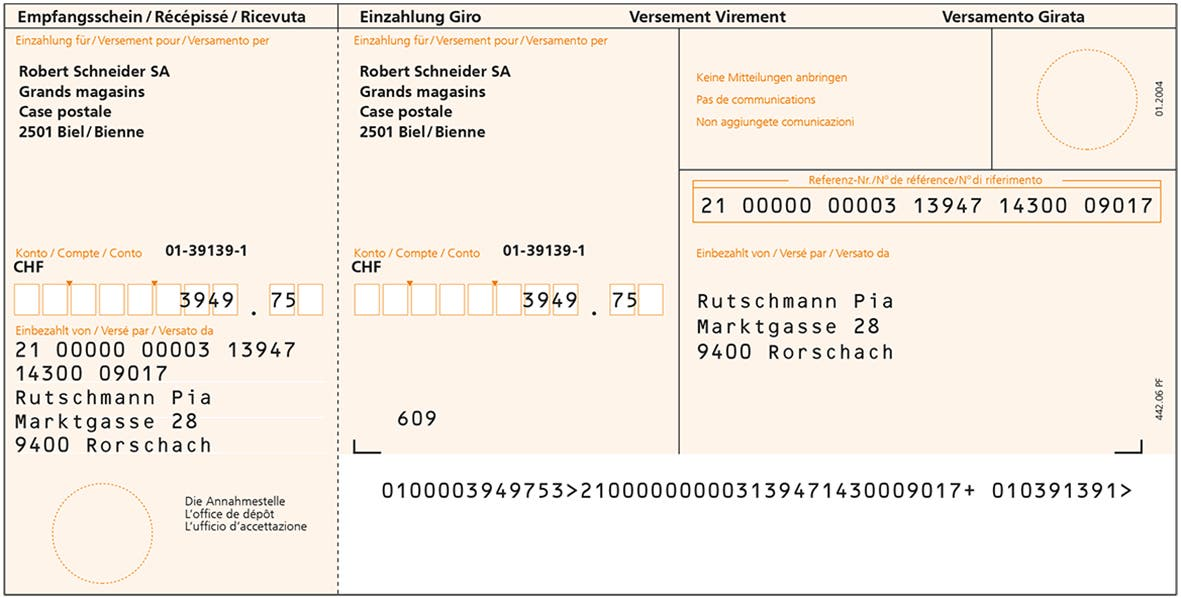
Oranger Einzahlungsschein mit Referenznummer (ESR), 1998 bis 2020

Die blauen Einzahlungsscheine wurden durch solche in Orange abgelöst.
Bei ESR wurde zwischen Einzahlungsscheinen mit vorgedrucktem Betrag und Einzahlungsscheinen ohne Betrag unterschieden. Scheine ohne vorgedruckten Betrag wurden auch ESR+ genannt. Das ESR-Verfahren war für Rechnungssteller geeignet, die eine grosse Anzahl von Rechnungen erstellen mussten. Durch die Vorgabe einer Referenznummer war die Zuordnung von Rechnungen mit Zahlungen automatisch möglich. In einer Datenbank wurde die Referenznummer mit den anderen Informationen der Forderung gespeichert. Diese Daten konnten dann mit dem von der ausführenden Bank zur Verfügung gestellten Zahlungen abgeglichen und automatisch ausgebucht werden.
Einzahlungsscheine konnten vom Rechnungsersteller entweder mit der Rechnung ausgedruckt werden oder als Datei, zumeist als PDF, dem Schuldner übermittelt werden. Der Schuldner konnte die Forderung entweder per Online-Banking oder als Bankauftrag in Papierform überweisen oder an jedem Schalter der Schweizer Post bar einzahlen. Letzteres war in der Schweiz lange Zeit die Standardlösung und wurde auch 2010 noch viel benutzt. Bei diesen Schaltereinzahlungen fielen Postgebühren an, die die PTT bzw. später die Postfinance dem Empfänger belastete, der dadurch nur einen verminderten Betrag erhält. Diese Postgebühren wurden ab Juli 2020 erhöht, nachdem der Zahlungsverkehr immer mehr ins Internet verlagert wurde.
Postfinance und die Banken stellten den Nutzern von ESR die täglichen Zahlungseingänge in mehreren Formaten zur Verfügung. Daneben gab es auch einen Auszug in Form eines PDF-Dokuments. Primär wurden zuletzt die Daten im Format MT940 von den Kunden angefordert. MT940 ist ein SWIFT-Standard (Banking Communication Standard). Auch konnte ein Kontoauszug im Format ISO 20022 camt.053 oder als camt.054 angefordert werden.

### Roter Einzahlungsschein ohne Referenznummer

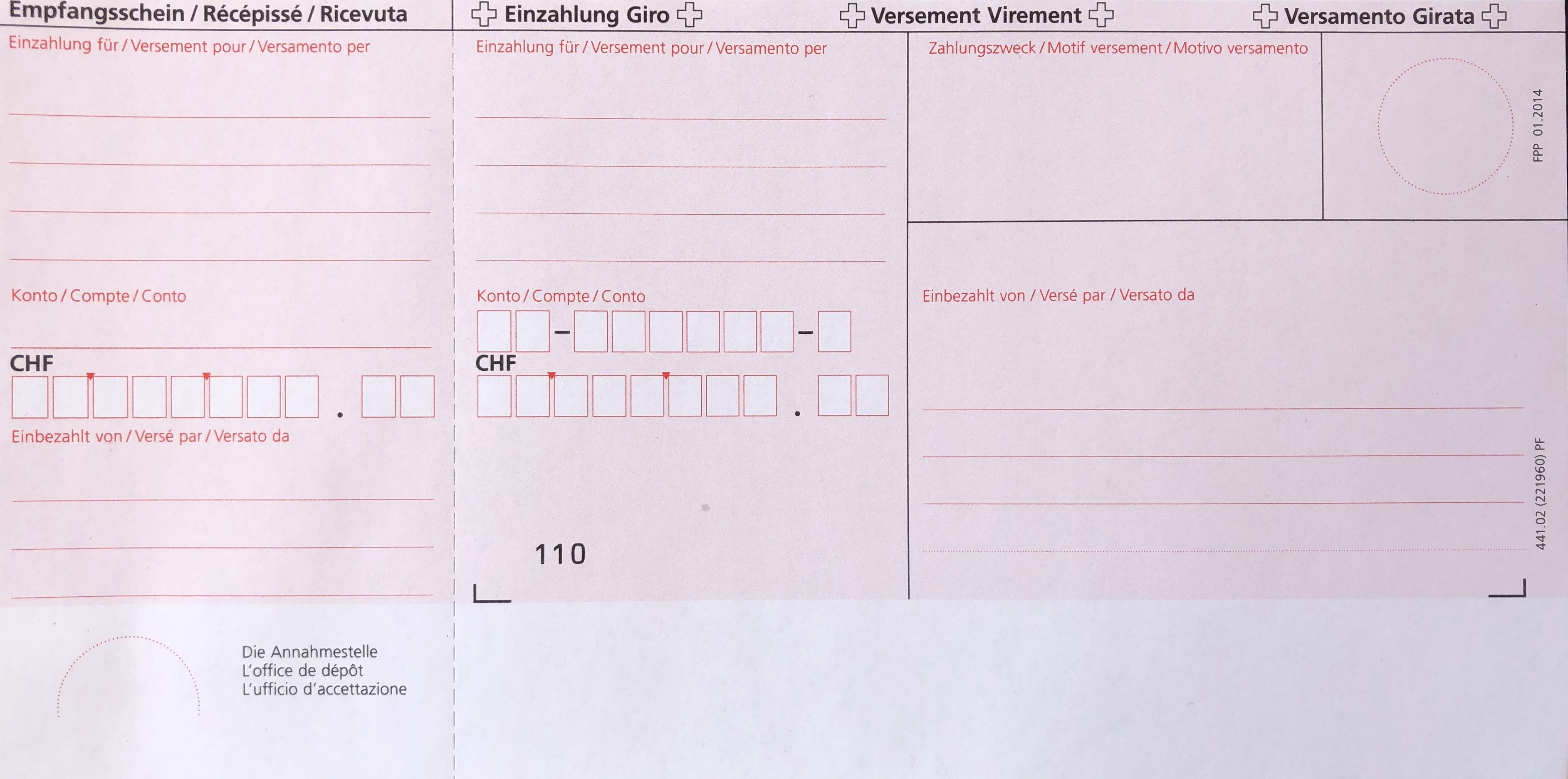
Roter Einzahlungsschein (ohne Referenznummer), 1998 bis 2020

Der rote Einzahlungsschein wurde zwischen 1998 und 2022 eingesetzt. Er konnte eingescannt werden und ersetzte den grünen Einzahlungsschein.
Der Einzahlungsschein ohne Referenznummer (auch als «roter Einzahlungsschein» bezeichnet) war ein Zahlschein, der es ermöglichte, auf ein eigenes oder fremdes Konto Geld einzuzahlen oder vom eigenen Konto zu überweisen. Anstelle einer Referenznummer konnte hier im Feld «Zahlungszweck» ein beliebiger Text eingetragen werden. Der Einzahlungsschein wurde oftmals eingescannt und dem Zahlungsempfänger übermittelt, so dass dieser das Feld «Zahlungszweck» selbst auswerten konnte.

### Ablösung
Im Rahmen der Schaffung des einheitlichen Euro-Zahlungsraums SEPA wurde das ESR-Verfahren durch ein Verfahren nach der Norm ISO 20022 ersetzt. Diese QR-Rechnung ist an den Datencode EPC-QR-Code angelehnt und löste die verschiedenen Einzahlungsscheine ab dem 30. Juni 2020 schrittweise ab. Am 30. September 2022 nahm Postfinance die Einzahlungsscheine vom Markt.